# ألان أربوس
ألان أربوس (بالإنجليزية: Allan Arbus)‏ مواليد 15 فبراير 1918 في نيويورك، نيويورك، الولايات المتحدة - الوفاة 19 أبريل 2013 في لوس أنجلوس، هو ممثل أمريكي بدأ مسيرته الفنية سنة 1961. امتدت مسيرته الفنية لأكثر من 39 عاما.

## الأعمال
- كوينسي إم إي (1982)
- ماتلوك (1989) (بدور: آرون ميتشل)
- هانتر (1990) (بدور: نورمان تيت)
- جوش وسام (1993)
- ماد أباوت يو (1994) (بدور: ألبرت)
- إن واي بي دي بلو (1999)
- القاضية إيمي (1999)
- اكبح حماسك (2000)

## وصلات خارجية
- ألان أربوس على موقع IMDb (الإنجليزية)
- ألان أربوس على موقع أول موفي (الإنجليزية)
- ألان أربوس على موقع قاعدة بيانات برودواي على الإنترنت (الإنجليزية)
- ألان أربوس على موقع قاعدة بيانات الأفلام السويدية (السويدية)
- ألان أربوس على موقع إن إن دي بي (الإنجليزية)
- ألان أربوس على موقع قاعدة بيانات الفيلم (الإنجليزية)